# Ramsés III
Usermaatra-Meriamón Ramsés-Heqaiunu o Ramsés III fue el segundo faraón de la dinastía XX y el último soberano importante del Imperio Nuevo de Egipto. Gobernó de 1184 a. C. hasta 1153 a. C.

## Reinado

### Política interior
Hijo de Sethnajt y casado con la reina Isis, continuó durante los treinta años que duró su reinado la labor iniciada por su padre, años antes, con el objetivo de poner fin a los momentos de anarquía vividos a la muerte de Siptah. Se dedicó a reorganizar la administración, toda vez que la paz y el restablecimiento del culto ya se habían encaminado, y la corrupción estaba desintegrando el país. Esta reforma viene determinada por la división administrativa en clases: funcionarios palaciegos, funcionarios provinciales, militares y trabajadores.
La economía del país se recuperó rápidamente gracias a la masiva llegada de tributos procedentes de las provincias asiáticas y nubias, y el comercio exterior entró en una etapa de plena vitalidad, llegando a tierras egipcias (especialmente desde el país de Punt) productos elegantes y caros que eran muy demandados por la alta sociedad. Este desarrollo económico motivó la recuperación de la fiebre constructora, levantándose nuevos templos y enriqueciéndose los ya existentes.

### Política exterior
En su época desapareció el Imperio hitita y otras entidades políticas menos importantes. Todo el Cercano Oriente se vio afectado, pero sin la resuelta intervención de Ramsés III, Egipto habría perdido su soberanía, como durante la época de los hicsos. Ramsés III se marcó como objetivo alcanzar la preponderancia que Egipto había tenido anteriormente en la política exterior. La complicada situación que se vivía en Asia exigía una contundente respuesta por parte egipcia: los pueblos del mar habían acabado con el reino hitita, ocupando también Chipre y el país de Naharina. La provincia egipcia de Canaán recibía continuas incursiones de estos invasores que podían extenderse al mismo Egipto.
La zona del delta del Nilo había recibido una creciente inmigración atraída por una vida más fácil, por lo que durante los primeros años de su reinado, Ramsés III tuvo que hacer frente a dos grupos de pueblos indoeuropeos que se dirigían hacia el Delta. En el año octavo de reinado Ramsés se dirigió hacia Asia para hacer frente a los pueblos del mar. Se produjo una batalla naval en la desembocadura del Nilo, donde fue aniquilada la flota enemiga, y que junto al fortalecimiento de la frontera palestina fue suficiente para evitar la temible invasión de pueblos del mar, de la que difícilmente se hubiera recuperado Egipto, corriendo la misma suerte que el Imperio Hitita. La retirada de los pueblos del mar animó a Ramsés a retomar la colonización asiática emprendida por sus antecesores: Siria es recuperada en parte, tomando cuatro ciudades fortificadas, llegando incluso hasta las regiones del Éufrates. Pero la alegría por la victoria dura poco, ya que algunos años después las tierras de Canaán se perderán definitivamente.
La frontera libia también era peligrosa, tras una reorganización de los pueblos nómadas que habitaban en esa zona. En el undécimo año de su reinado, el ejército libio, deseoso de asentarse en el fértil territorio egipcio, avanzó hacia Menfis; en las cercanías de la ciudad se produjo la batalla, obteniendo el faraón la victoria. Los prisioneros fueron numerosos, y se entregaron como esclavos a los templos. Una vez suprimido este peligro, Ramsés se dirigió hacia Libia, donde se había producido una revuelta, posiblemente motivada por la imposición de un príncipe educado en la corte egipcia. Las tropas libias fueron derrotadas, obteniendo el faraón gran cantidad de prisioneros.

### El Papiro Harris I: donaciones y expediciones

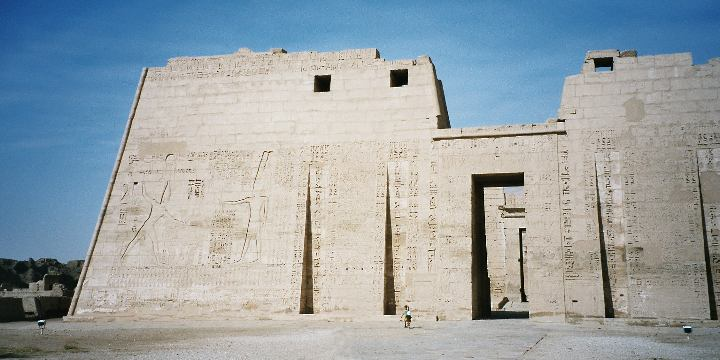
Templo de Ramsés III en Medinet Habu.

El Papiro Harris I fue editado por su hijo y sucesor, Ramsés IV y narra la crónica de los grandes donativos del rey: estatuas de oro y construcciones monumentales en varios templos de Egipto, en Pi-Ramsés, Heliópolis, Menfis, Atribis, Hermópolis, This, Abidos, Coptos, El-Kab y otras ciudades en Nubia y Siria. Registra también que el rey organizó una expedición comercial a la Tierra de Punt y ordenó extraer cobre de las minas de Timna. Ramsés reconstruyó el templo de Jonsu en Karnak sobre la base de un templo más antiguo de Amenhotep III y completó el templo de Medinet Habu alrededor de su duodécimo año de reinado. Se decoraron los muros del templo de Medinet Habu con escenas de sus batallas navales y terrestres contra los Pueblos del Mar.

### Construcciones de Ramsés III

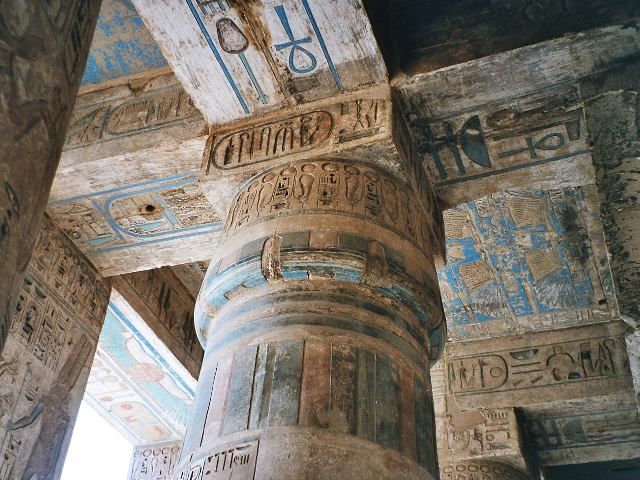
Templo de Ramsés III en Medinet Habu. Interior.

Ordenó construir importantes ampliaciones en los templos de Luxor y Karnak, así como su templo funerario y el complejo administrativo en Medinet Habu, que están entre los más grandes y mejor conservados de Egipto. La incertidumbre en tiempos de Ramsés está presente en las grandes fortificaciones que construyó para protegerlo, y que ningún templo egipcio situado en el corazón de Egipto había necesitado antes. Allí se enterró, según la leyenda, a los miembros de la cosmogonía Hermopolitana, que recibieron culto hasta la llegada de los emperadores romanos.
Su tumba (KV11) en el Valle de los Reyes (Biban el-Muluk: Puerta de reyes) es de gran elegancia. Las escenas son fieles al arte egipcio tradicional.

### Huelga en Deir el-Medina
La comunidad obrera de las tumbas reales (situada en lo que hoy conocemos como Deir el-Medina) desarrolló tres huelgas bajo el reinado de Ramsés III. Estas huelgas fueron las primeras documentadas en la historia de la humanidad, algunas de las cuales se recogen en un papiro que hoy se conserva en el Museo Egipcio de Turín. Las huelgas surgieron debido al retraso de las raciones alimenticias (en Egipto no existió la moneda acuñada hasta la dinastía XXX, en el siglo IV a. C.) que formaban parte de los sueldos de los obreros.
Los trabajadores llevaban más de veinte días sin recibir el sustento porque el gobernador de Tebas oriental y sus seguidores habían interceptado el envío. Cuatro meses después, el conflicto se reavivó. La entrega de alimentos se había demorado de nuevo, esta vez dieciocho días, y los obreros se vieron obligados a reclamar lo que era suyo, pero recibieron partidas insuficientes. Por esta razón interrumpieron el trabajo y se dirigieron al templo de Ramses III en Medinet Habu, donde presentaron sus quejas, exigiendo que el propio rey fuera informado y proclamando: «Tenemos hambre, han pasado dieciocho días de este mes... hemos venido aquí empujados por el hambre y por la sed; no tenemos vestidos, ni aceite, ni pescado, ni legumbres. Escriban esto al faraón, nuestro buen señor, y al visir, nuestro jefe. ¡Que nos den nuestro sustento!». Los sacerdotes tuvieron que soportar duras negociaciones y huelgas intermitentes, y aunque no se conoce con seguridad cuál fue el desenlace de la situación sí sabemos que a partir de ese momento los robos en las necrópolis se incrementaron.

### Conspiraciones
La tranquilidad se vio frustrada por las conspiraciones que se vivieron en el periodo final de la vida del faraón. Su visir Atribis intentó acabar con su vida, consiguiendo Ramsés escapar sano y salvo.
La segunda esposa real, Tiyi, lo intentará de nuevo al ver como su hijo, Pentawere, era apartado de la línea sucesoria. A pesar de contar con el apoyo de altos funcionarios reales, el complot parece que fracasó ya que se descubrió en el último momento, deteniendo a los conspiradores y llevándolos ante la justicia. Tiyi y su hijo fueron condenados junto a otros. En cuanto a Pentawere, fue condenado al suicidio, ya que las personas de la realeza eran intocables. La informalmente denominada "momia que grita" fue una gran revelación ya que se descubrió mediante análisis genético que era su hijo, lo que ya se sospechaba pues había sido sepultado de manera inusual para señalarlo como indigno: envuelto en pieles, no escribieron su nombre en la tumba. Al perecer, Ramsés III dejaba el trono de Egipto en situación de gran debilidad. Su muerte fue causada por los conspiradores, pues investigaciones publicadas en 2018, descubrieron en su momia evidencias de violencia: su garganta fue cortada profundamente.
Ramsés IV, hijo suyo y de la reina Isis, le sucedió y prefirió cerrar el asunto: con motivo de su solemne coronación, declaró la amnistía general pero no consiguió detener el deterioro del poder real.

## Titulatura
| Titulatura | Jeroglífico | Transliteración (transcripción) - traducción - (referencias) |

| G5 |

| G5 |

| E2 · D40 | O29V | M23 | i | i | t · Z2s |

| E2 · D40 | O29V | M23 | i | i | t · Z2s |

| E2 · D40 | O29V | M23 | i | i | t · Z2s |

| E2 · D40 | O29V | M23 | i | i | t · Z2s |

| G5 |

| G5 |

| E2 · D40 | O29V | M23 | i | i | t · Z2s |

| E2 · D40 | O29V | M23 | i | i | t · Z2s |

| E2 · D40 | O29V | M23 | i | i | t · Z2s |

| E2 · D40 | O29V | M23 | i | i | t · Z2s |

| G16 |

| G16 |

| G36 · r | O23 | Z3 | W19 | A52 |

| G36 · r | O23 | Z3 | W19 | A52 |

| G16 |

| G16 |

| G36 · r | O23 | Z3 | W19 | A52 |

| G36 · r | O23 | Z3 | W19 | A52 |

| G8 |

| G8 |

| wsr | M4 | M4 | M4 | W19 | i | t · U15 · Aa13 | A40 |

| wsr | M4 | M4 | M4 | W19 | i | t · U15 · Aa13 | A40 |

| G8 |

| G8 |

| wsr | M4 | M4 | M4 | W19 | i | t · U15 · Aa13 | A40 |

| wsr | M4 | M4 | M4 | W19 | i | t · U15 · Aa13 | A40 |

| N5 | wsr | C10 | N36 | i | Y5 · n |

| N5 | wsr | C10 | N36 | i | Y5 · n |

| N5 | wsr | C10 | N36 | i | Y5 · n |

| N5 | wsr | C10 | N36 | i | Y5 · n |

| N5 | wsr | C10 | N36 | i | Y5 · n |

| N5 | wsr | C10 | N36 | i | Y5 · n |

| N5 | wsr | C10 | N36 | i | Y5 · n |

| N5 | wsr | C10 | N36 | i | Y5 · n |

| N5 | wsr | C10 | N36 | i | Y5 · n |

| N5 | wsr | C10 | N36 | i | Y5 · n |

| N5 | wsr | C10 | N36 | i | Y5 · n |

| N5 | wsr | C10 | N36 | i | Y5 · n |

| N5 | wsr | C10 | N36 | i | Y5 · n |

| N5 | wsr | C10 | N36 | i | Y5 · n |

| N5 | wsr | C10 | N36 | i | Y5 · n |

| N5 | wsr | C10 | N36 | i | Y5 · n |

| C2 | F31 | O34 · O34 | S38 | X7 | O28 |

| C2 | F31 | O34 · O34 | S38 | X7 | O28 |

| C2 | F31 | O34 · O34 | S38 | X7 | O28 |

| C2 | F31 | O34 · O34 | S38 | X7 | O28 |

| C2 | F31 | O34 · O34 | S38 | X7 | O28 |

| C2 | F31 | O34 · O34 | S38 | X7 | O28 |

| C2 | F31 | O34 · O34 | S38 | X7 | O28 |

| C2 | F31 | O34 · O34 | S38 | X7 | O28 |

| C2 | F31 | O34 · O34 | S38 | X7 | O28 |

| C2 | F31 | O34 · O34 | S38 | X7 | O28 |

| C2 | F31 | O34 · O34 | S38 | X7 | O28 |

| C2 | F31 | O34 · O34 | S38 | X7 | O28 |

| C2 | F31 | O34 · O34 | S38 | X7 | O28 |

| C2 | F31 | O34 · O34 | S38 | X7 | O28 |

| C2 | F31 | O34 · O34 | S38 | X7 | O28 |

| C2 | F31 | O34 · O34 | S38 | X7 | O28 |

Otras transcripciones de su titulatura:
Nombre de Horus:
- Anemnesumitemmerituefabatuefmihememra
- Bityuermenuerbiautmejepetsuthorenef
- Enhorserejmisaset
- Kanajtdemehenutmenibuerpehtihorbauenqenu
- Kapehtisejemjepeshnajtnebneruemtaujasutfenjutemehu
- Kenaanesyt
- Kendemejenumenibuerpehtihorbauenqen
- Kenmaypehtinajtnebjepesheqasetiu
- Kensusejkemetuserjepeshnajtsematejenu
- Menajmenusehotepnebradyermenayefajut
- Nebjaumitefra
- Nebhabusedmitatenen
- Sajaumiajtiubenfanjrejyt
- Samenu
- Sejempehtihedhefenudejnapusudemedhortjebauief
- Tejenjau.

Nombre de Nebty:
- Irimaatenpesdyetsehabraupera
- Uerhebusedmitatenenpetpetejenuemiunuhorsetsen
- Userpehtimitefmentuseksekpedyetdermitasen.

Nombre de Hor-Nub:
- Anetyelemesutnetyerunetyerutqababetsen
- Netyerimeperifemhotsujetjequretsebeqetenhorajti
- Qenunebjepeshuiritashremeriefemsajaftiuf.